# Ridge Manor (Floride)
Ridge Manor est une census-designated place du comté de Hernando, dans l'État de Floride, aux États-Unis,. En 2020, elle compte une population de 4 743 habitants.